# Lüneburg

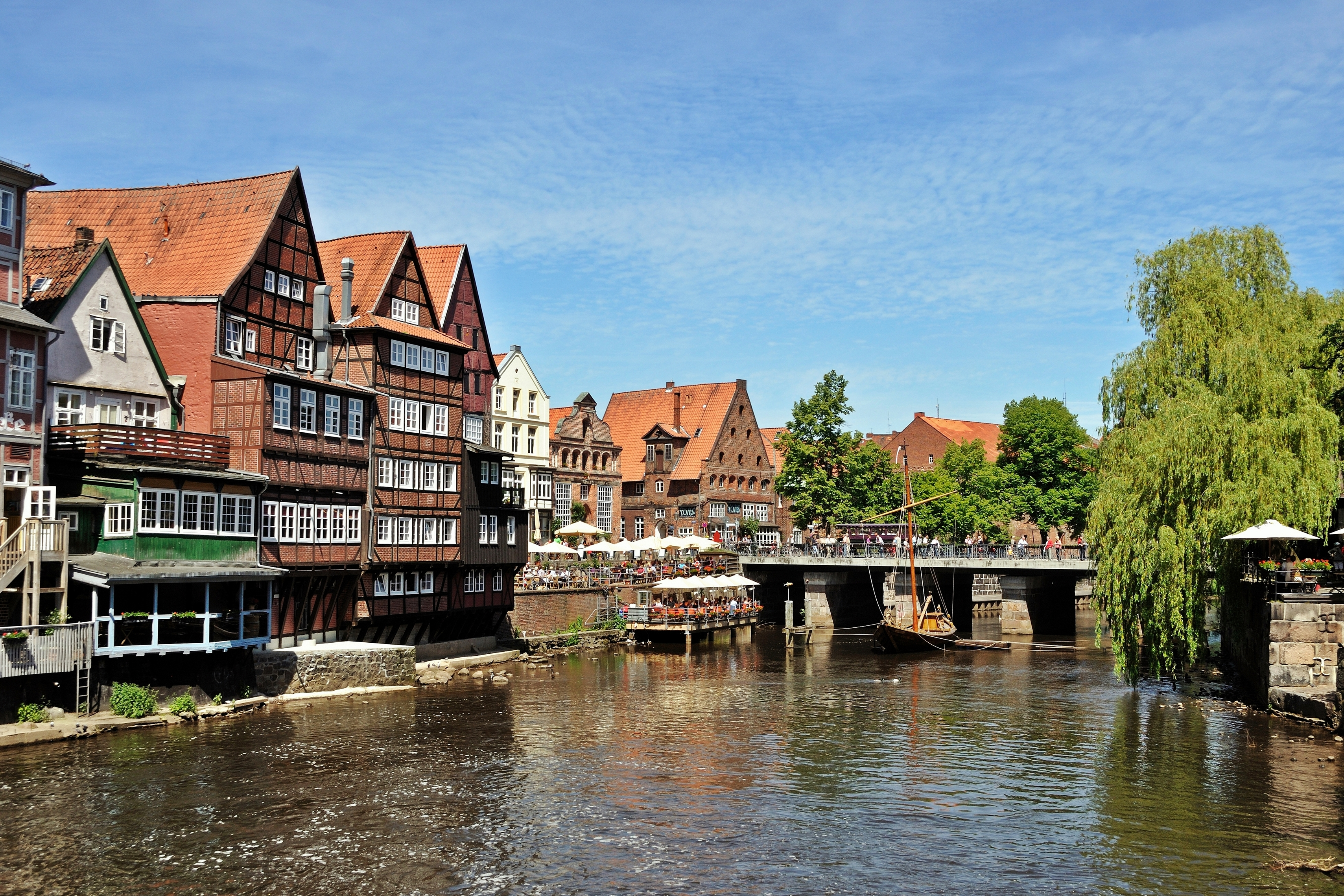
Panoramă

Lüneburg este un oraș hanseatic din landul Saxonia Inferioară este situat la cca. 50 km de Hamburg. Orașul se află situat pe râul Ilmenau la marginea de nord a regiunii care îi poartă numele Lüneburger Heide.